# E. W. Kenyon
Essek William Kenyon (nascido em 24 de abril de 1867, falecido em 19 de março de 1948) foi um pastor norte americano da Igreja Batista Nova Aliança, evangelista e escritor.  Seus livros tiveram grande influência sobre Kenneth E. Hagin, fundador do Movimento Palavra de Fé, sendo uma inspiração ideológica para o referido Movimento que culminou nas evoluções filosóficas dos neopentecostais. Também inspirou Don Gossett, autor de diversas obras, e ainda nos tempos modernos seus livros e idéias são muito difundidas fora do movimento pentecostal. E. W. Kenyon teria sido uns dos primeiros autores, como F.F. Bosworth, T.L.Osborn entre outros, a publicar sobre o que se tornou o ensino da cura divina e o nome de Jesus.

## Biografia
Era o filho de William A. Kenyon e Ann Eliza Knox de Hadley, Nova York.  Na adolescência, a família se mudou para a cidade de Amesterdam, perto da fronteira canadense.  Converteu-se aos 17 anos numa reunião de oração metodista, só se tornando membro aos 19 anos, em Janeiro de 1886, e deu seu primeiro sermão no mesmo ano na Igreja Metodista.
Dois anos depois trabalhou viajando como vendedor de órgãos e pianos. Afastou-se gradualmente da fé tornando-se agnóstico, em 1892 Kenyon ingressou na Faculdade de Oratório de Emerson, Boston.  Casou-se com Evva Spurling, também agnóstica, em 8 de maio de 1893. Ao trabalharem para Adoniram Judson Gordon, na ‘Clarendon Street Church’, abraçaram a fé cristã e o chamado ao ministério com mais firmeza.
A seguir o casal aderiu aos ‘Free Will Baptists’ onde foi ordenado pastor em 17 de janeiro de 1894. Assumindo pastoreio numa pequena igreja em Elmira, Nova York, depois em Springville (New York) e depois em Concord (New York). Em 1898 rompeu com os ‘Free Will Baptists’ e iniciou um trabalho em uma nova Igreja, Assembléia Tabernáculo, em Worceste (Massachusetts), transferido em fevereiro de 1900 para Spencer, onde fora criado o Instituto Bíblico Bethel.
Sua primeira esposa faleceu em 1914. Posteriormente casou-se com Alice M. Whitney, com quem teve ter um filho e uma filha.
O ‘Instituto Bíblico Bethel’, em Spencer, Massachusetts, criado por ele em 1898, se manteve em funcionamento até 1923, e nele foi presidente por 25 anos. Depois sediada em Providence, Rhode Island, mudou para o nome de ‘’Instituto Bíblico Providence’’, depois sendo o ‘Barrington College’ que se fundiu com o ‘’Gordon College’’, esse último em homenagem a A. J. Gordon, um dos mentores de Kenyon.
Após 1923 esteve em breve estadia em Oakland, em seguida, para Los Angeles, onde foi pastor da Igreja Batista Independente Figueroa.  Por um curto período foi pastor de uma congregação batista em Pasadena (Califórnia), em 1931, chegando a divovorciar-se no mesmo ano, mudou-se para Seattle onde construiu a Igreja Batista Nova Aliança. Ali ele começou um programa de sermões por rádio, o Kenyon's Church of the Air.
Quando o cargo de pastor da Igreja Batista Nova Aliança foi dado a Wesley Alloway, em 1943, Kenyon continuou como evangelista itinerante.  Em seus últimos período de vida morou na casa de sua filha Alice Ruth e a ex-esposa Alice Whitney.

## Influências
Houve muito debate sobre a influência Kenyon sobre o Movimento Palavra de Fé. Alguns adeptos e críticos do Movimento Palavra de Fé defendem que a influência de Kenyon é mínima e restrita principalmente aos seus ensinamentos sobre o nome de Jesus. Por outro lado, alguns críticos, incluindo DR McConnell, Dave Hunt, e Hank Hannegraaff defendem que a mainstream do Movimento Palavra de Fé, plagiou a teologia de Kenyon.
Em 1979, o professor Charles Farah da Oral Roberts University escreveu From the Pinnacle of the Temple, um livro que teve problemas com uma série de ensinamentos do Movimento Palavra da Fé. Ele traçaria em Kenyon as raízes metafísicas advindas de período em que Kenyon pertencia a Faculdade Emerson. Um dos pesquisadores que estudava Farah, Daniel Ray McConnell, escreveu sua tese de Mestrado baseado no que chamou a A Conexão Kenyon.
Esta tese foi posteriormente editado e vendido ao público em 1988 como A Different Gospel. O argumento básico de McConnell foi de que Kenneth Hagin teria plagiado a sua doutrina de Kenyon. O que teria sido corroborado em 1993 por Hank Hanegraaff do Christian Research Institute ao publicar Christianity in Crisis.
William DeArteaga, um carismático baseado em Atlanta, GA, argumentou que não haveria um ensinamento herético nas doutrinas de Kenyon, tão somente havia assimilado conceitos nada ortodoxos da Universidade Emerson. Este argumento foi um dos muitos, apresentados por em DeArteaga em seu Quenching the Spirit.
Um norueguês de nome Geir Lie, entrou na polêmica quando publicou sua tese de Mestrado em 1994 que acabou por ser lançado com o título EW Kenyon: Ministro Evangélico ou  Fundador de Culto? Lie argumentou que a doutrina de Kenyon era de acordo com ensinamento sobre Santidade, e as influências de John Wesley, mas poderia ter sido influenciado por um certo grau de metafísica cultual.
Possivelmente o argumento mais acadêmico foi trazido em 1997 pelo Dr. Dale H. Simmons, um colega de McConnell's na Oral Roberts University no início de 1980. A investigação de Simmons indicou que Kenyon sofreu influência tanto de Higher Life Movement (Movimento de Vida Superior), do final dos anos 1800 e com raízes em John Wesley, e do culto do Movimento Novo Pensamento de Phineas Parkhurst Quimby.  Simmons argumenta que Kenyon poderia ter tido conhecimento do grau de semelhança entre ambos os sistemas.
Em 1998, o primeiro livro pro Kenyon foi publicado por um pastor do Movimento Palavra de Fé, Joe McIntyre. O livro de McIntyre, EW Kenyon: A True Story, negou qualquer influência com o Movimento Novo Pensamento ou qualquer culto não hortodoxo. Segundo McIntyre, pelo contrário, Kenyon teria sido muito minucioso e completamente ortodoxo em seus ensinamentos doutrinários, visto que o Movimento Palavra de Fé só aceitava extração transcendental e busca de benção se fosse por declaração de palavra bíblica, e não na evocação de poderes metafísicos humanos. McIntyre procurou refutar os argumentos de McConnell. McIntyre, atualmente dirige o Kenyon Gospel Publishing Society.

## Algumas obras[2]
- The Wonderful Name of Jesus. Westcoast Publishing Co., Los Angeles, 1927
- Jesus the Healer. Kenyon's Gospel Publishing Society, 1940
- The Two Kinds of Faith. Seattle, 1942
- New Creation Realities. Seattle, 1945
- What happend from the Cross to the Throne. Seattle, 1945
- In His Presence. 14. Auflage, Lynnwood; Washington, Kenyon Gospel Publishing Society, 1969
- The Bible in the Light of Our Redemption. Kenyon's Gospel Publishing Society, Our Redemption, 1969
- The Hidden Man. Kenyon's Gospel Publishing Society, 1970
- Two Kinds of Life. Kenyon's Gospel Publishing Society, 1971
- Identification: A Romance in Redemption. Kenyon's Gospel Publishing Society, 1986
- The Father and His family; or, A restating of the plan of redemption. Reality press, Spencer (Mass.), 1916